# Шоимушени (Салаж)
Шоимушени (рум. Șoimușeni) насеље је у Румунији у округу Салаж у општини Летка. Oпштина се налази на надморској висини од 447 m.

## Становништво
Према подацима из 2002. године у насељу је живело 104 становника, од којих су сви румунске националности.